# مزرعه باریک‌آباد
مزرعه باریک آباد یک روستا در ایران است که در بخش مرکزی شهرستان آباده واقع شده‌است.